# Shambles Glacier
Der Shambles Glacier (englisch für Durcheinandergletscher) ist ein 6 km langer und 10 km breiter Gletscher mit zahlreichen markanten Presseishügeln und Spalten auf der Ostseite der westantarktischen Adelaide-Insel. Er fließt zwischen dem Mount Bouvier und dem Mount Mangin zur Stonehouse Bay.
Teilnehmer der Fünften Französischen Antarktisexpedition (1908–1910) unter der Leitung des Polarforschers Jean-Baptiste Charcot sichteten und kartierten den unteren Gletscherabschnitt im Jahr 1909. Weitere Vermessungen nahm der Falkland Islands Dependencies Survey (FIDS) im Jahr 1948 vor. Der obere Gletscherabschnitt war Untersuchungsobjekt bei der US-amerikanischen Ronne Antarctic Research Expedition (1947–1948) und bei der Falkland Islands and Dependencies Aerial Survey Expedition (1956–1957). Der FIDS benannte ihn nach seinem zerklüfteten Aussehen.